# Ganelius oberndorferi
Ganelius oberndorferi es una especie de coleóptero de la familia Lucanidae.

## Distribución geográfica
Habita en Madagascar.